# Океанографическая платформа
Океанографическая платформа ФГБУН ФИЦ МГИ Российской Академии наук (официальное имя Стационарная океанографическая платформа  Морского гидрофизического института Российской Академии наук) — это сооружение, расположенное в море в 600 метрах от берега в посёлке городского типа Кацивели в Крыму. Основное назначение океанографической платформы состоит в обеспечении проведения научных натурных исследований морской среды. На момент постройки в 1980 году была первой научной океанографической платформой в Европе и на сегодняшний день является единственным в Чёрном море сооружением подобного рода.

## История
Работы по подготовке к созданию платформы начались в середине 1970-х годов. Было решено использовать подлежащие утилизации секции буровых нефтяных платформ, установленных в Каркинитском заливе. Демонтаж секций проводился в течение одного года специалистами Морского экспериментального полигона, созданного специально для этой цели в Морском гидрофизическом институте. В феврале 1979 года одна секция была доставлена в Голубой залив и установлена на глубине 25 метров. За год была построена надстройка, состоящая из лабораторий, жилых и хозяйственных помещений и 7 мая 1980 года океанографическая платформа была сдана в эксплуатацию.
К концу 1980-х была доставлена и установлена вторая секция, которая располагалась непосредственно рядом с первой. Однако, в силу сложившихся в начале 1990-х неблагоприятных политических и экономических условий, связанных с распадом СССР, вторая секция так и не была достроена и надежно зафиксирована на дне.
15 ноября 1992 года в Чёрном море разыгрался катастрофический шторм. При подходе к Чёрному морю это был обычный среднестатистический средиземноморский циклон, однако сложившиеся гидрометеорологические условия (в частности высокая положительная разность температур воды и воздуха) превратили циклон в настоящий тропический ураган. В кульминационный момент глаз циклона находился над Каламитским заливом, а скорость ветра в открытом море составляла 45—47 м/с. Основной удар стихии пришелся на Южный берег Крыма, где наблюдались волны 8—10 м высоты (по другим данным 10—20 м). В результате шторма погибло несколько судов, разрушен ряд береговых сооружений. Недостроенная вторая секция платформы была повалена на первую, в результате чего первая получила крен около 5 градусов на северо-восточный борт. С рабочей палубы было смыто все научное оборудование.
Позже верхняя, надводная часть второй недостроенной секции была демонтирована и утилизирована. Нижняя, подводная её часть до сих пор находится на прежнем месте.

## Основные характеристики
Максимальная высота платформы составляет 21 метр. Длина и ширина около 25 метров.
На высоте 5 метров над уровнем моря смонтирована рабочая палуба, предназначенная для размещения приборов и научного оборудования.
Жилая часть конструкции представляет собой пять кают, пять лабораторий, гальюн, камбуз и кают-компанию. Верхняя палуба расположена на высоте 12 метров над уровнем моря.
Погрузка и выгрузка научного оборудования и провизии осуществляется с помощью грузовой лебедки грузоподъемностью 2 тонны. Электропитание с берега подается через разделительные трансформаторы мощностью 15 кВт.
| Тактико-технические характеристики      | Тактико-технические характеристики |
| --------------------------------------- | ---------------------------------- |
| Координаты                              | 44°23’38’’ с.ш., 33°59’15’’ в.д.   |
| Расстояние от берега                    | 420-600 м                          |
| Глубина моря в районе установки         | 26-30 м                            |
| Высота рабочей палубы над уровнем моря  | 5 м                                |
| Высота основной палубы над уровнем моря | 12 м                               |
| Высота верхней части над уровнем моря   | 15 м                               |
| Размер основной палубы                  | 25 м × 25 м                        |
| Лаборатории                             | 5, площадь каждой 12 м²            |
| Каюты 4-местные                         | 3, площадь каждой 12 м²            |
| Каюты 2-местные                         | 2, площадь каждой 8 м²             |
| Кают-компания                           | 20 м²                              |
| Каюта диспетчеров                       | 6 м²                               |
| Камбуз                                  | 18 м²                              |

В рабочий сезон на платформе присутствует дежурный диспетчер, отвечающий за безопасность погрузочных операций, посадки-высадки пассажиров, пожарную безопасность и соблюдение правил техники безопасности и охраны труда.

## Научное значение
В 80-х годах платформа являлась одним из важных элементов контрольно-калибровочного полигона, созданного для метрологической аттестации и оценки качества информации, получаемой спутниковыми комплексами дистанционного зондирования. Проводится непрерывная регистрация течений на акватории, прилегающей к океанографической платформе. Велись исследования капиллярно-гравитационных волн, «скин-слоя» и оптических характеристик водной поверхности. В работах, ведущихся на платформе, принимали участие космонавты.
В период с 1983 по 1985 год на океанографической платформе были проведены экспериментальные работы по международному проекту «Интеркосмос-Черное море». В конце 1990-х — начале 2000-х годов на платформе было выполнено несколько комплексных подспутниковых биооптических экспериментов, предназначенных для отработки аппаратуры оптического диапазона (1994 год, совместно со специалистами ФРГ), валидации продуктов космической съемки спектрофотометров МОЗ и МКС (1996 год, совместно с учеными России и США), валидации продуктов сканеров MERIS, SeaWiFS и MODIS (2002—2003 года, совместно со специалистами Франции). В 2002—2003 годах на Океанографической платформе выполнялись также исследования поверхностного волнения и структуры приводного слоя атмосферы.